# Alexander Lamb Cullen
Alexander Lamb Cullen (* 30. April 1920 in Lincoln (Lincolnshire); † 27. Dezember 2013) war ein britischer Elektroingenieur, der sich mit Mikrowellen, Mikrowellenantennen und -messtechniken befasste.
Cullen besuchte die Lincoln School und studierte am Imperial College London (UCL). Im Zweiten Weltkrieg arbeitete er am Radar in der Royal Aircraft Establishment in Farnborough. 1946 wurde er Lecturer am University College London, wo er mit Harold E. M. Barlow die Mikrowellenforschung aufbaute. 1955 wurde er Professor für Elektrotechnik an der University of Sheffield und von 1967 bis 1980 war er als Nachfolger von Barlow Pender Professor am UCL und blieb auch nach seiner Emeritierung aktiv.
Cullen entwickelte eine Methode, das Strahlungsmuster einer Antenne mit einem modulierten Nahfeld-Streuer zu messen. Die Technik wurde von der französischen Firma SATIMO in ihren Messinstrumenten angewandt.
1984 erhielt er die Faraday-Medaille und hielt die Clifford Paterson Lecture der Royal Society. 1960 wurde er OBE und 1977 Fellow der Royal Society, deren Royal Medal er 1984 erhielt, und Fellow der Royal Academy of Engineering. Er war Ehren-Fellow des IEEE und des UCL (1994). Er war Ehrendoktor der University of Sheffield, der University of Kent und der chinesischen Universität in Hongkong.
Als Hobby spielte er Jazz (Schlagzeug, Klarinette). Er war 1986 einer der Wissenschaftler in der Kampagne Save British Science mit einem offenen Brief an Margaret Thatcher in der Times.

## Schriften (Auswahl)
- mit Harold E. M. Barlow:  Microwave Measurements, London: Constable 1950, 2. Auflage 1966
- Absolute measurement of microwave power by radiation pressure, Nature, Band 167, 1950, S. 726.